# Chake-Chake (Distrikt)
Chake-Chake ist ein Distrikt der Region Pemba Kusini in Tansania mit dem Verwaltungszentrum in der gleichnamigen Stadt Chake-Chake. Er liegt auf der Insel Pemba und grenzt im Norden an den Distrikt Wete in der Region Pemba Kaskazini, im Süden an den Distrikt Mkoani, im Osten und Westen ist er vom Indischen Ozean umgeben.

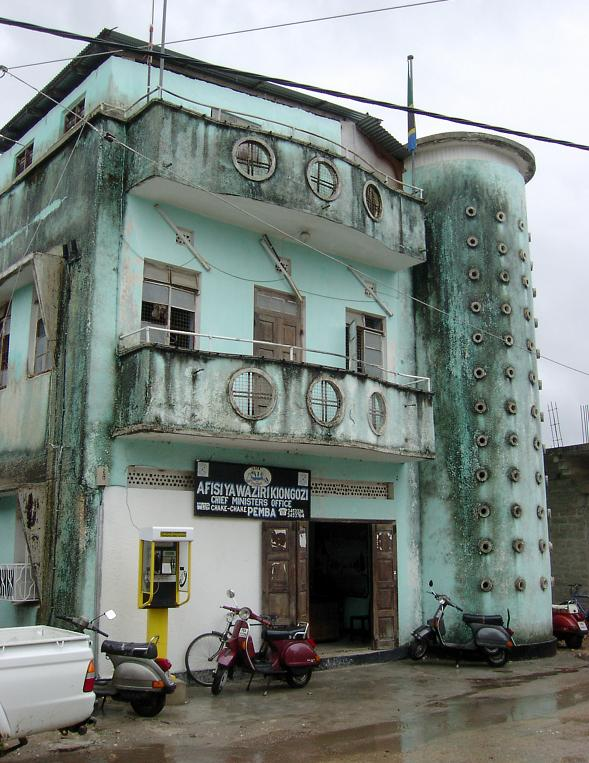
Regierungsgebäude in Chake-Chake.

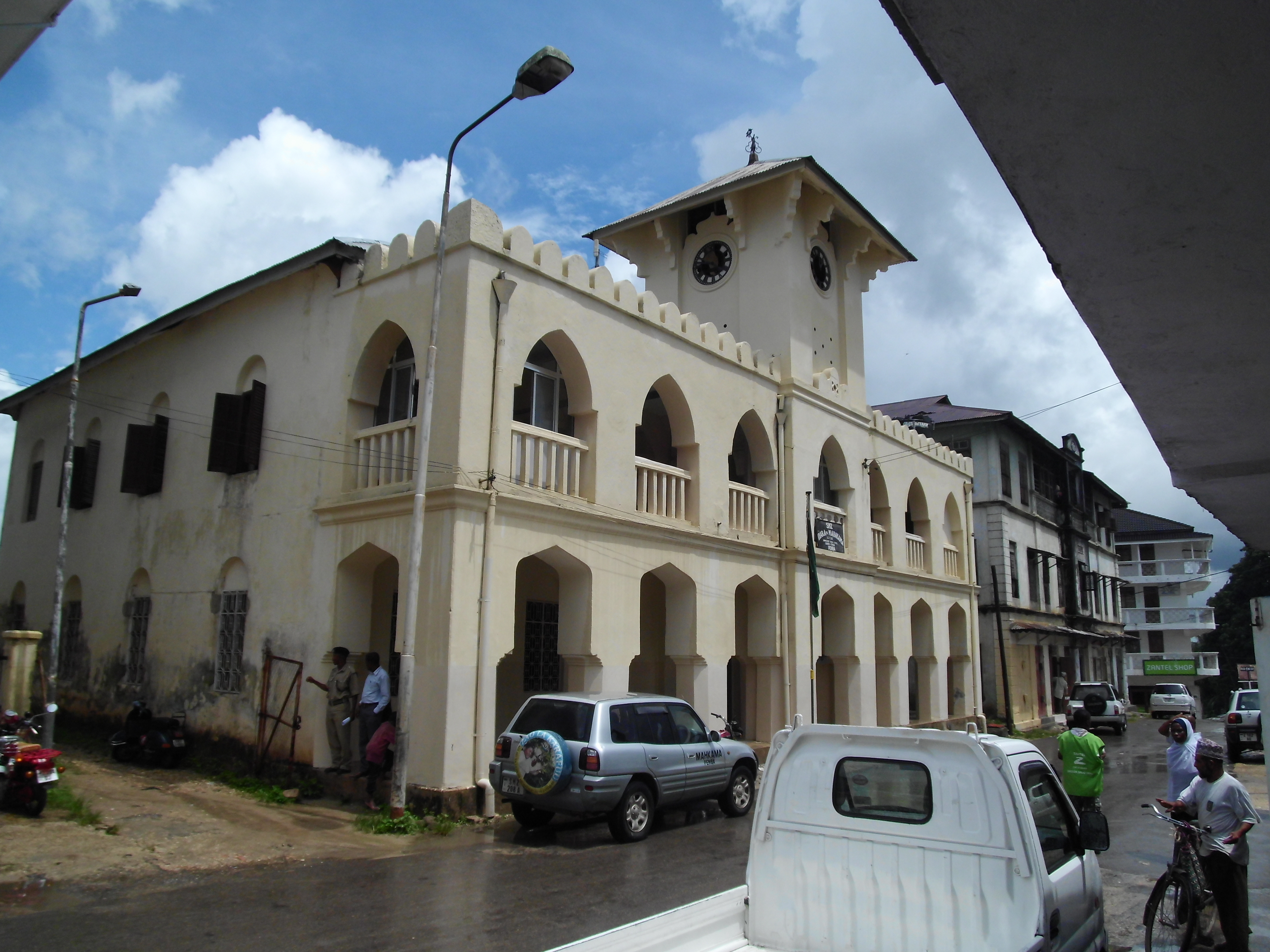
Das Gerichtsgebäude in Chake-Chake.

## Geographie
Der Distrikt hat eine Fläche von 219 Quadratkilometer und 136.298 Einwohner. Er umfasst etwa ein Viertel der Insel Pemba und die umliegenden Inseln im Indischen Ozean, deren größte ist Misali. Das Land ist flach mit Hügeln von maximal 100 Metern über dem Meer. Das Klima in Chake-Chake ist tropisch, Aw nach der effektiven Klimaklassifikation. Im Jahresdurchschnitt fallen über 1000 Millimeter Regen, am meisten Niederschläge gibt es in den Monaten April und Mai, am trockensten sind August und September. Die Jahresdurchschnittstemperatur liegt bei 25 Grad Celsius.

## Verwaltungsgliederung
Der Distrikt ist in 32 Gemeinden (Shehia) gegliedert:
- Chachani
- Chanjaani
- Chonga
- Gombani
- Kibokoni
- Kichungwani
- Kilindi
- Kwale
- Madungu
- Matale
- Mbuzini
- Mchanga Mrima
- Mfikiwa
- Mgelema
- Mgogoni
- Michungwani
- Mjini Ole
- Mkoroshoni
- Msingini
- Mvumoni
- Ndagoni
- Ng'ambwa
- Pujini
- Ole
- Shungi
- Tibirinzi
- Uwandani
- Vitongoji
- Wara
- Wawi
- Wesha
- Ziwani

## Bevölkerung
Im Jahr 1988 betrug die Einwohnerzahl 60.051. Bei einem jährlichen Wachstum von über zwei Prozent stieg sie auf 82.998 bei der Volkszählung im Jahr 2002. Dann nahm das jährliche Wachstum auf 1,6 Prozent ab und im Jahr 2012 hatte der Distrikt 97.249 Bewohner. Von 2002 bis 2012 stieg die Alphabetisierungsrate von 62 auf 76 Prozent. Im Jahr 2022 lebten 136.298 Menschen in 24.557 Haushalten.
Bevölkerungswachstum:
| Volkszählung | Einwohner |
| ------------ | --------- |
| 1988         | 60.051    |
| 2002         | 82.998    |
| 2012         | 97.249    |
| 2022         | 136.298   |

## Einrichtungen und Dienstleistungen
- Bildung: Im Jahr 2006 besuchten von den insgesamt 20.000 Kindern zwischen sieben und dreizehn Jahren 16.000 öffentliche Schulen und 200 Privatschulen.[8]
- Gesundheit: Im Distrikt gibt es ein Krankenhaus und insgesamt 158 Gesundheitseinrichtungen.[9][10]

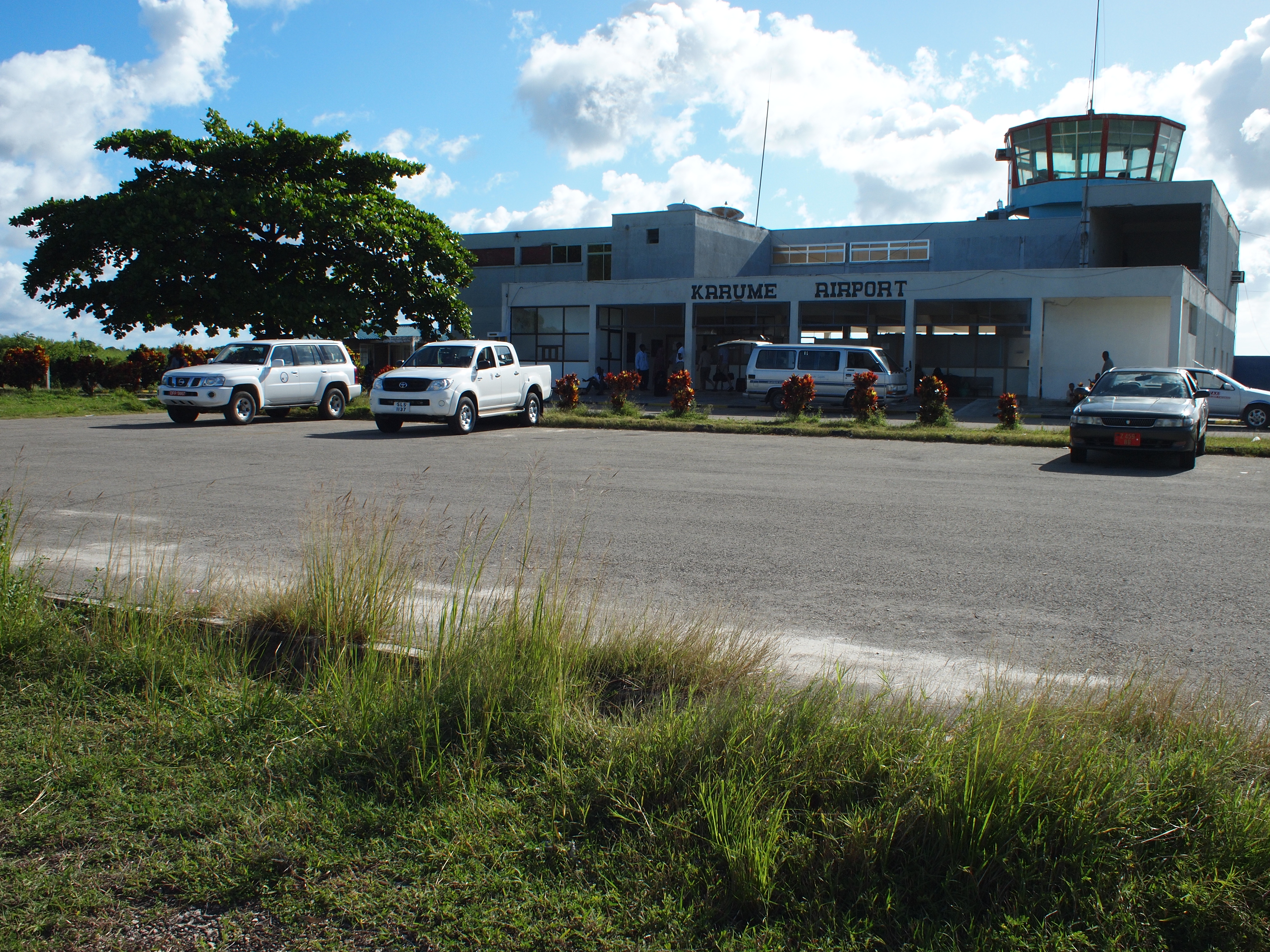
Der Flughafen Karume.

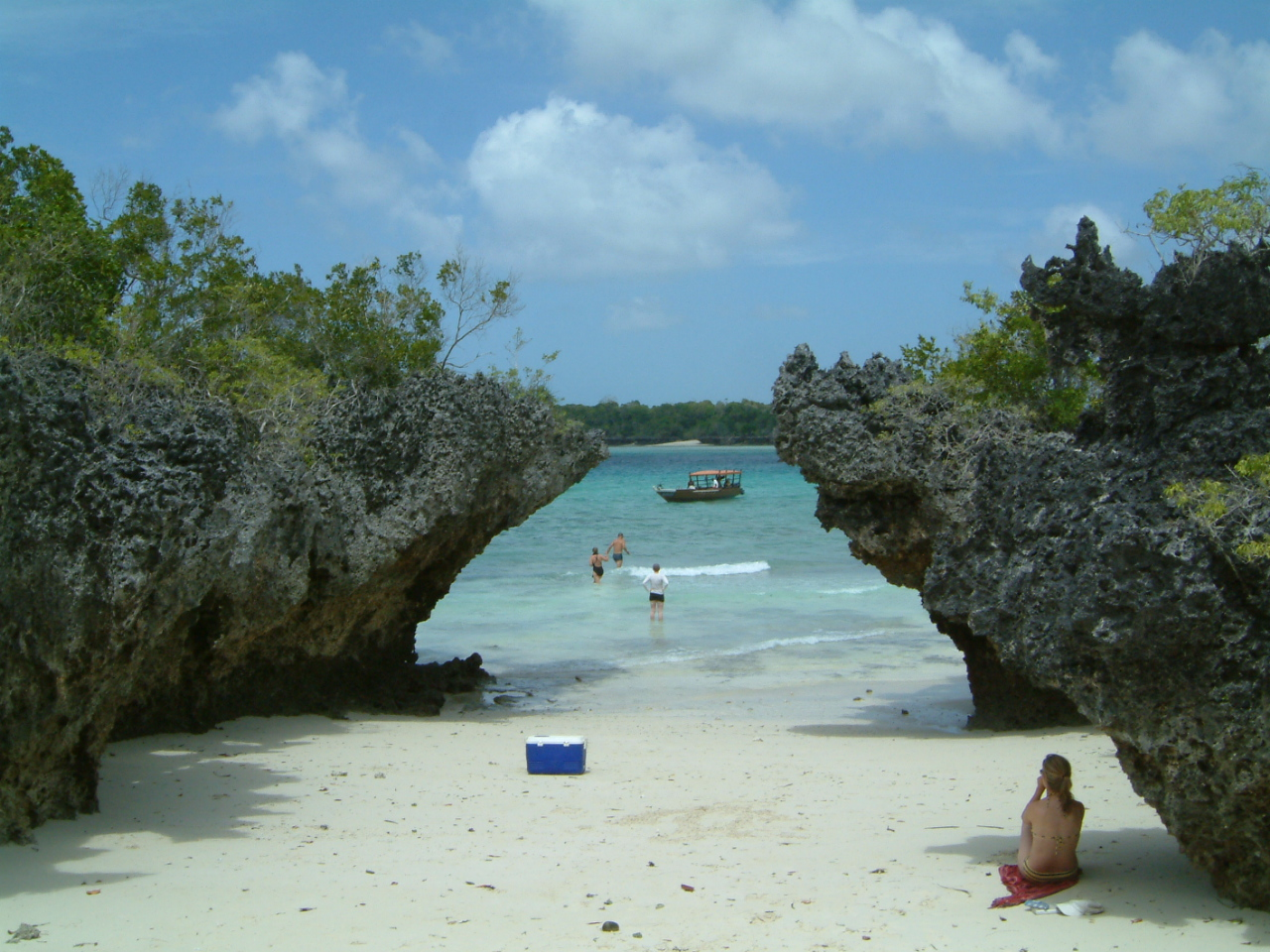
Strand bei Chake-Chake.

## Wirtschaft und Infrastruktur
- Landwirtschaft: Von den etwa 18.000 Haushalten beschäftigten sich drei Viertel mit Landwirtschaft. Die wichtigsten Anbauprodukte sind Maniok, Bananen und Reis. Fast die Hälfte der Haushalte besaß Nutztiere. Überwiegend gehalten wurden Geflügel, aber auch Rinder und Ziegen (Stand 2012).[11]
- Flughafen: Der Flughafen Pemba liegt etwa fünf Kilometer südöstlich der Stadt Chake-Chake. Er wurde im Jahr 1970 erbaut und hat eine 1525 Meter lange asphaltierte Landebahn. Im Jahr 2016 landeten 6700 Flugzeuge mit 50.000 Passagieren.[12]
- Tourismus: Die Hauptattraktionen für den Fremdenverkehr sind die Ruinen auf der Halbinsel Ras Mkumbuu. Südöstlich von Chake-Chake findet man die Überreste einer zweihundert Jahre alten arabischen Festung bei Mkame Ndume. Vor allem gibt es Bade- und Tauchmöglichkeiten an unberührten Stränden.[13][14]

## Politik
Dem Distrikt steht ein Distrikts-Kommissar vor, der von einem Verwaltungsbeamten und dem Distrikt-Entwicklungs-Ausschuss unterstützt wird. Die Ausschuss-Mitglieder (Distrikts-Räte) werden demokratisch gewählt, haben aber keine finanziellen Befugnisse. Je eine Organisationseinheiten des Rates ist verantwortlich für
- Landwirtschaft
- Forstwirtschaft, Fischerei und Umwelt
- Umwelt- und Sozialagenden

## Sehenswürdigkeiten
- Ruinen von Ras Mkumbuu: Rund zehn Kilometer nordwestlich der Stadt Chake-Chake liegen Ruinen auf der Halbinsel Ras Mkumbuu. Sie stammen von der Stadt Qanbalu, die im 10. Jahrhundert eine der größten Städte an der ostafrikanischen Küste war. Erhalten sind Teile einer großen Moschee, Gräber und Häuserreste aus dem 14. Jahrhundert.[13][16]